# ネーポン

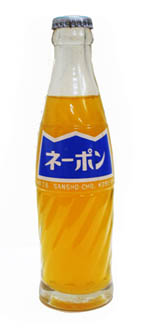
ネーポン（オリジナルのネーポン瓶）

ネーポンは、兵庫県神戸市兵庫区にあった飲料水メーカー、有限会社ツルヤ食料品研究所（2007年廃業）が製造していた清涼飲料水である。のち、愛好家の手で味を再現した濃縮シロップが開発され、2019年以降販売されている。

## 概要
果汁10%のオレンジ味清涼飲料水で、昭和時代後半に阪神間を中心に販売された地場小規模メーカー製飲料の一つである。商品名はネーブルとポンカンの合成語である。
ツルヤ食料品研究所では元々、主力商品の瓶詰甘酒などとともに、清涼飲料水「アップル」（みかん水）など当時は一般的だった無果汁清涼飲料水の製造販売を手がけていたが、創業者の上田豊が1963年ごろ、果汁を用いた健康的な飲料づくりを志向し、ネーブルとポンカンの果汁を混ぜて開発。のちに原料はオレンジの果肉に切り替えた。
容器は200ml瓶で、後年の食品添加物の物質名表示義務化を受け、添加していたタール色素（黄色4号・黄色5号）および果汁含有量を印刷した帯を瓶上部に貼付した。同社工場で直接販売したほか、大阪市や神戸市の駄菓子屋や銭湯、喫茶店、競艇場などに卸していた。原料の配合割合に関する具体的な資料はなく、手作業で製造作業を行う経営者自身の長年の勘を頼りに生産しており、時代によって味が異なった。
濃縮でない天然果汁を用いたことから生産コストが高かったため同社の主力商品とはならず、関西でも阪神間以外では知名度の低い飲料だったが、1990年代前半、中島らものエッセイ集「西方冗土」や、テレビ番組『探偵!ナイトスクープ』（朝日放送）、『たけし・さんま世紀末特別番組!! 世界超偉人伝説』（日本テレビ）が、その珍奇さを強調する形で紹介したことから、「幻のジュース」として全国的に知られるようになり、県外からの注文も寄せられるようになった。
しかし1995年の阪神・淡路大震災に伴い、地場の小売ルートが激減。末期にはインターネットによる通信販売でネーポンを中心にミス・パレードや瓶詰めの甘酒など同社製の飲料、ポスターなどをセットにした「ネーポンギフトセット」を販売するなどしたが、2007年2月の同社廃業とともに生産を終了。その際に商標権とレシピを譲受した大阪市在住の愛好家「ネーポン田中」が糖度分析を行うなどして復元を試み、2019年1月に4倍濃縮のシロップとして復刻発売を開始した。なお、製造は大阪の業務用食品メーカー「中村商店」に委託している。

### 「ミス・パレード」との関係
1990年代、ネーポン人気とレトログッズとしての人気の高まりでネーポン瓶の回収率が極度に低下し、瓶不足に直面したため、同社はすでに生産終了し用途を失っていた別の清涼飲料水「ミス・パレード」用の瓶など別ブランドの瓶をネーポン用に転用し、瓶に印刷された商標などもそのままの状態で混用した。ミス・パレードはオレンジ、パイン、グレープなどのフレーバーを加えた清涼飲料水で、ネーポンとは別の飲料であったが、この瓶混用の処置により、メディアや消費者が両商品を誤認する混乱があった。ネーポン瓶をその後新規に補充したが、末期には再び不足したため、無印刷の瓶にラベルを貼付して対応することもあった。レトログッズとしての人気の副作用とも言える瓶不足は、結果的に経営継続断念の要因の一つにもなった。

## 関連商品
- ネーポンキャンディ - 前述のネーポン田中と、大阪の菓子メーカー「リボン」とのコラボレーションにより2010年に関西限定で発売された。デッドストックのネーポンを参考にし、本来の味にできるだけ近づけることをコンセプトに製作された。